# Francesco di Waldeck
Francesco di Waldeck (in tedesco Franz von Waldeck) (Castello di Sparrenberg, 1491 – Münster, 15 luglio 1553) è stato un vescovo cattolico tedesco, dal 1532 principe vescovo di Osnabrück e di Münster, figura importante nel porre fine alla Rivolta di Münster.

## Biografia
All'inizio degli anni 1530 la città di Münster istituì la riforma protestante ma declinò ben presto sotto il controllo del riformatore Bernhard Rothmann che portò gli anabattisti al potere in diversi municipi e fece eleggere un mercante anabattista, Bernhard Knipperdolling, come borgomastro. Francesco di Waldeck intraprese dunque delle azioni contro il ceto mercantile, tra cui la confisca dei beni di proprietà dei mercanti stessi, cosa per cui, nel febbraio del 1533, luterani e cattolici giunsero ad un accordo di reciproca soddisfazione che prevedeva l'esclusione degli anabattisti dalla vita civile della città.
Il progetto ordito da Francesco di Waldeck dovette però fare i conti con la propaganda religiosa e apocalittica di alcuni profeti anabattisti olandesi giunti sul luogo per fare di Münster, unica città del nord Europa in cui gli anabattisti avevano assunto cariche politiche ed un certo potere, la "nuova Gerusalemme". In particolare l'olandese Jan Matthys riuscì a ribattezzare molti cittadini di Münster e, grazie all'ausilio di diversi forestieri subentrati in città, cacciò dalla città tedesca il principe vescovo e con esso tutti quei cittadini che non accettavano di essere ribattezzati secondo i dogmi del nuovo credo professato da Matthys.
All'inizio del 1534 gli anabattisti avevano assunto dunque il controllo totale della città, cosicché  il vescovo Waldeck la strinse d'assedio. La domenica di Pasqua del 1534 proprio il capo anabattista Jan Matthys tentò una sortita ma venne sconfitto e ucciso ed il suo corpo fu fatto a pezzi. Giovanni di Leida, autentico braccio destro di Matthys, si autoproclamò Re della città della nuova Gerusalemme (Münster) e decise di continuare a respingere l'assedio forgiando una dittatura teocratica delirante e sempre più radicale; una tirannia che in breve tempo portò la gente di Münster alla fame ed alla disperazione.
Con l'aiuto di un traditore all'interno delle mura le truppe del vescovo Waldeck presero la città il 24 giugno 1535 perpetrando orrendi massacri tra i cittadini rivoltosi e trucidando tutti i capi della rivolta anabattista della città. Dopo aver riconquistato Münster, per altro, Francesco di Waldeck decise di usare maggior senso della diplomazia, quindi adottò gli insegnamenti di Martin Lutero per tener buona la maggioranza riformata dei cittadini, dopo di che, assieme a Hermann Bonnus, introdusse la riforma protestante anche ad Osnabrück.
I suoi sforzi riformatori, per altro, si dimostrarono come l'esercizio personalistico di un principe, quale del resto era, più che di un religioso, tanto tali sforzi furono strettamente legati al progetto di legalizzare la relazione con Anna Pohlmann (con la quale aveva avuto otto figli) e di secolarizzare una delle tre diocesi principesche del suo mandato, trasformandola in un territorio laico per i suoi eredi. Morì nel 1553.

## Genealogia episcopale
La genealogia episcopale è:
- Vescovo Corneille Van Berghen
- Vescovo Francesco di Waldeck